# Kichisaburō Nomura
Kichisaburō Nomura (野村 吉三郎, Nomura Kichisaburō, Wakayama, 16 de dezembro de 1877 – Shinjuku, 8 de maio de 1964) foi um almirante da Marinha Imperial Japonesa e diplomata japonês. Ocupava o cargo de embaixador do Japão nos Estados Unidos no momento do ataque a Pearl Harbor, em 7 de dezembro de 1941. Antes disso fora ministro dos negócios estrangeiros do Japão, entre 1939 e 1940.